# Бонд, Грэм
Грэм Бонд (англ. Graham Bond; полное имя Грэм Джон Клифтон Бонд, англ. Graham John Clifton Bond; 28 октября 1937, Большой Лондон — 8 мая 1974, там же) — британский музыкант-клавишник, один из основоположников британского ритм-энд-блюза. Основатель группы The Graham Bond Organisation, позднее участник группы Ginger Baker’s Air Force.
По мнению сайта AllMusic, Бонд был «важной, но недооцененной» фигурой в истории британского ритм-энд-блюза. В созданной им группе The Graham Bond Organisation достигли известности такие музыканты, как Джек Брюс, Джон Маклафлин и Джинджер Бейкер. Одним из первых в Британии начал использовать комбинацию органа Хаммонда и динамика Лесли.
Известный британский клавишник и композитор, участник группы Deep Purple Джон Лорд в интервью говорил, что от Бонда научился «почти всему» об органе Хаммонда.

## Биография
Бонд родился в Ромфорде (Эссекс) и получил образование в Royal Liberty School (Восточный Лондон), где изучал музыку. Его первое джазовое выступление состоялось в 1960 году в анасамбле The Goudie Charles Quintet, где он проработал год. Сначала он стал известен как джазовый саксофонист в составе The Don Rendell Quintet, а затем ненадолго присоединился к группе Alexis Korner’s Blues Incorporated, в которой в то время играли Джек Брюс и Джинджер Бейкер. В 1963 году Бонд сформировал свою собственную группу под названием The Graham Bond Quartet, в которую кроме него вошли Джек Брюс (бас), Джинджер Бейкер (ударные) и Джон Маклафлин (гитара). Вскоре название группы была изменено на The Graham Bond Organisation, а немного позже Джона Маклафлина заменил Дик Хекстолл-Смит.
После распада The Graham Bond Organisation в 1967 году Бонд занялся сольной карьерой, а также сотрудничал с другими музыкантами, включая своих бывших коллег. Например, в 1970 году он принял участие в проекте Ginger Baker’s Air Force. 8 мая 1974 Бонд погиб под поездом на Финсбери-парк линии Пикадилли лондонского метро, что рассматривается как суицид.

## Дискография

### The Graham Bond Organisation
- The Sound of ’65 (1965)
- There’s a Bond Between Us (1965)
- Live at Klooks Kleek (1988, recorded 1964)

### Ginger Baker’s Air Force
- 1970: Ginger Baker’s Air Force
- 1970: Ginger Baker’s Air Force 2

### С другими исполнителями
- Roarin’ (with Don Rendell New Jazz Quartet, Jazzland, October 1961)
- Love Is the Law (Pulsar, 1969)
- Mighty Grahame Bond (Pulsar, 1969)
- Solid Bond (Warner Bros., 1970)
- Holy Magick (Vertigo, December 1970)
- We Put Our Magick on You (Vertigo, October 1971)
- Bond in America (Philips (UK-only compilation), 1971)
- Two Heads Are Better Than One (with Pete Brown, 1972)